# Monomorium bimaculatum
Monomorium bimaculatum är en myrart som beskrevs av Wheeler 1928. Monomorium bimaculatum ingår i släktet Monomorium och familjen myror. Inga underarter finns listade i Catalogue of Life.